# Yucaipa Companies
The Yucaipa Companies, LLC — американская частная инвестиционная компания, основанная в 1986 году Рональдом Берклом. Он специализируется на прямых и венчурных инвестициях, уделяя особое внимание компаниям среднего рынка, капиталу роста, консолидации отрасли, выкупу с использованием заемных средств и оборотным инвестициям. Обычно он инвестирует 25–300 миллионов долларов в компании с доходом в 300–500 миллионов долларов.
Yucaipa имеет опыт выкупа заемных средств в супермаркетах и продуктовых сетях, начиная с Jurgensen's Markets в 1986 году. После нескольких отдельных инвестиций в конце 1980-х годов компания возглавила консолидацию розничной торговли Западного побережья, которая произошла в 1990-е годы, отчасти из-за роста дисконтных центров, таких как Walmart.
Компания Yucaipa приобрела сеть Fresh & Easy британского ритейлера Tesco через пять лет после того, как она вышла на рынок США.

## Споры
Бывший президент США Билл Клинтон, близкий друг основателя Рона Беркла, был советником Yucaipa. С 2003 по 2006 год налоговые декларации Билла и Хиллари Клинтон показывают, что общий доход от партнерства с Yucaipa составил 12,5 миллионов долларов. Согласно отчету предвыборной кампании Хиллари Клинтон за 2007 год, семья Клинтонов заработала 2,75 миллиона долларов от партнерства с Yucaipa.